# Weerpresentator

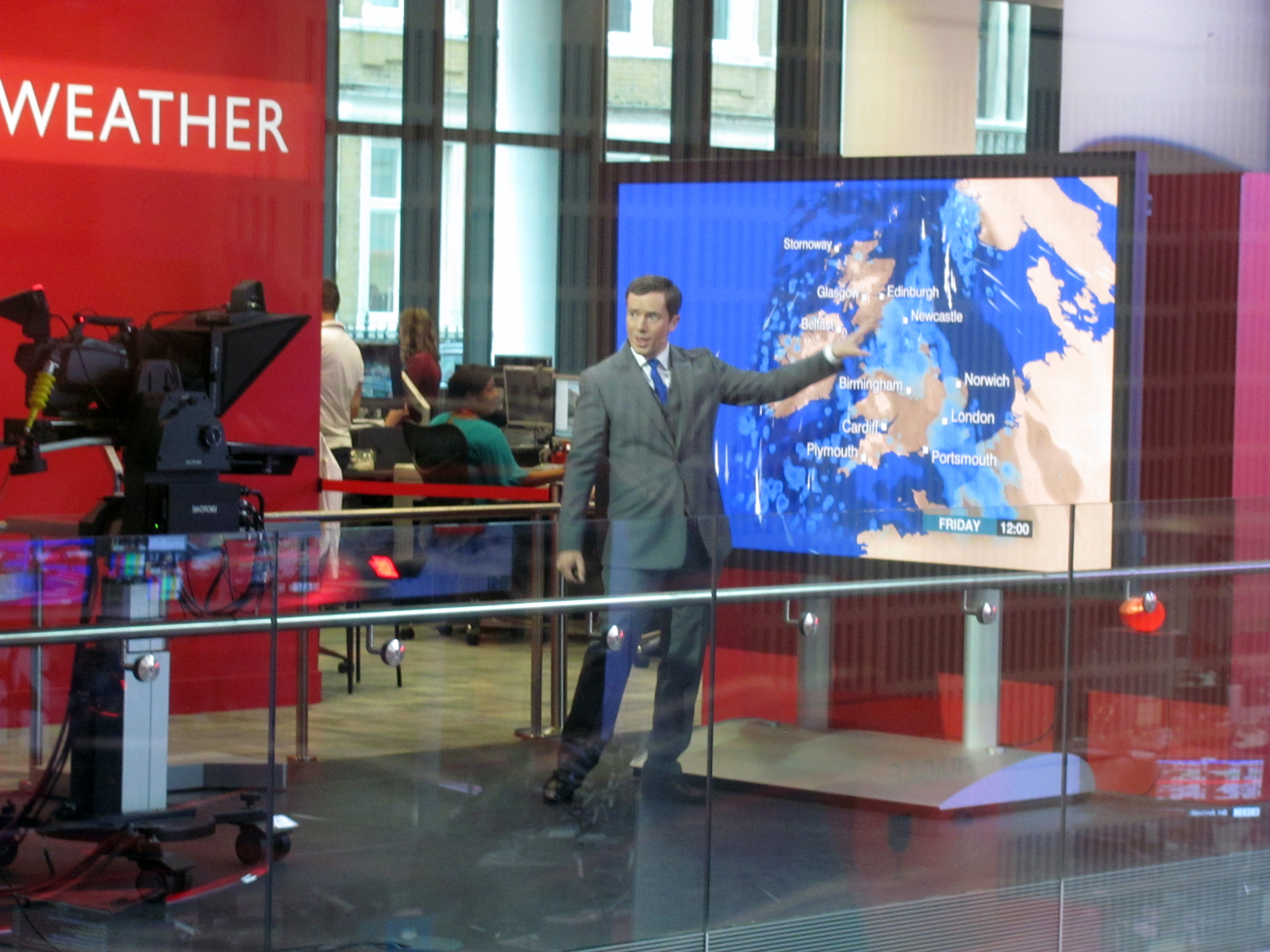
Weerpresentator

Een weerpresentator, weerpresentatrice, weerman of weervrouw is iemand die op de radio, televisie of op het internet de laatste verwachtingen rond het weer brengt (het weerbericht). 
De verwachtingen op de televisie worden meestal geïllustreerd met afbeeldingen en animaties. Het is vaak een vaste groep mensen die de weersverwachting presenteert. Over het algemeen is dit hun enige functie binnen de zender. Het weerpraatje vindt vaak plaats op vaste tijdstippen, meestal na een nieuwsuitzending.
Op de radio wordt het weer meestal aan het einde van het nieuws meegegeven. 
Weerpresentatoren hoeven geen meteoroloog te zijn. Op televisie is dat vaak wel het geval.
In België worden de verwachtingen gedaan door het KMI, in Nederland gebeurt dit onder meer vanuit het KNMI.